# ووین (آلبوم)
| بررسی انتقادی | بررسی انتقادی |
| منبع          | رتبه‌بندی      |
| ------------- | ------------- |
| آل‌میوزیک      | [ ۱ ]         |

وُوین (به اینوکایی: VOVIN به معنی اژدها) هفتمین آلبوم استودیویی گروه سیمفونیک متال سوئدی تریون است که در سال ۱۹۹۸ منتشر شد.
با وجود این‌که آلبوم تِلی (۱۹۹۶)، اثری متال‌تَر از وُوین بود، چیزی که وُوین را متمایز می‌کند این است که برای ضبط پارت‌های سازهای کلاسیک آن از یک ارکستر واقعی استفاده شده‌است. این آلبوم را می‌توان اوج توانایی فردریک یونسون در تلفیق ژانرهای هوی متال و کلاسیک به‌شمار آورد. سازهای زهی مانند ویولن از زمان لد زپلین در موسیقی متال استفاده می‌شده‌اند و بسیاری گروه‌های این ژانر پیش از تریون (و در زمان حال) سازهای موسیقی کلاسیک را در تنظیم‌هایشان استفاده می‌کرده‌اند، اما سیمفونیک متالی که تریون در آثاری مثل وُوین ارائه می‌کنند یگانه و منحصر به خود آن‌هاست.

## فهرست قطعه‌ها
1. «طغیان سدوم و گموراه» - ۶:۴۵
2. «زایش نامشروع ونوس» - ۵:۱۳
3. «شراب زالوی اسب» - ۵:۰۲
4. «ترقوه نوکس» - ۸:۴۷
5. «صید لگام گسیخته» - ۳:۴۷
6. «چشم شیوا» - ۶:۱۷
7. «خورشید سیاه» - ۵:۰۸
8. «سه‌گانهٔ دراکونی: افتتاحیه» - ۱:۲۸
9. «سه‌گانهٔ دراکونی: ستارهٔ صبحگاهی» - ۳:۳۴
10. " «سه‌گانهٔ دراکونی: الماس‌های سیاه» - ۲:۵۶
11. «غراب تفرقه» - ۵:۵۷

## افراد مشارکت‌کننده
- فردریک یونسون: گیتار و کیبورد، آهنگ‌ساز و تنظیم‌کننده
- تامی اریکسون: گیتار
- ولف سیمونز: درامز
- یان کازدا: باس، رهبر گروه کُر
- والدمار سوریچتا: گیتار
- زیگی بم: گیتار
- لورنتز آسپن: ارگ هاموند
- مارتینا آستنر: خوانندهٔ سولو و دوئت آلتو، خوانندهٔ سوپرانو
- رالف شیپرز: آواز (فقط در قطعهٔ «صید لگام گسیخته»)
- سارا جِزوِل دِوا: خوانندهٔ سولو و دوئت[۴]

## موقعیت در جدول‌های فروش
| چارت (۱۹۹۸) | بالاترین جایگاه |
| ----------- | --------------- |
| آلمان       | ۴۶              |
| اتریش       | ۴۸              |